# Padasjoki
Padasjoki este o comună din Finlanda.